# Ferdinand Alexander Porsche
Ferdinand Alexander Porsche (pronúncia em alemão: [ˈpɔʁʃə] (escutarⓘ)) (Stuttgart, 11 de dezembro de 1935 — Salzburgo, 5 de abril de 2012), apelidado de "Butzi", filho de Ferry Porsche e neto de Ferdinand Porsche, foi um designer alemão, cujo produto mais conhecido foi o primeiro Porsche 911.
Ter nascido como primeiro filho do fundador da empresa de automóveis desportivos Porsche, Ferry Porsche, o fez se envolver quase que automaticamente no desenvolvimento de carros. Seu avô e seu pai foram os engenheiros, porém Alexander Porsche esteve mais envolvido no mundo do trabalho a fora. Ele nunca pensou em si mesmo como um artista ou como um designer mas mais como um artesão talentoso na elaboração do seu produto final.
Morreu dia 5 de abril de 2012, aos 76 anos, no entanto a causa não foi revelada.